# Neurodermatitis
Neurodermatitis circunscrita (liquen simple crónico; neurodermatitis circunscrita; neurodermatitis localizada)
Definición:
Dermatosis local que suele afectar la nuca y las extremidades;
se caracteriza por una o varias placas liquenificadas
circunscritas muy pruriginosas, de evolución crónica, originadas
por rascado y sin intervención de mecanismos inmunitarios

## Cuadro clínico
Es una enfermedad eccematosa de la piel, extremadamente variable, que se presume que es una respuesta a acciones vigorosas de rascado, frotación o pinchado para aliviar el prurito intenso. La misma varía en intensidad, severidad, curso y expresión morfológica en diferentes individuos. Algunos creen que la neurodermatitis es psicogénica. La forma circunscrita o localizada se le conoce a menudo como liquen simple crónico. Las placas son rectangulares, engrosadas e hiperpigmentadas y exageran en líneas de la piel.
En la mayoría de los casos esta patología tiene un alto componente emocional, por lo que su tratamiento desde el punto de vista médico es incierto a pesar de los medicamentos usados, por lo que es necesario tomar en cuenta que las manifestaciones clínicas son producto en la mayoría de los casos de estados emocionales alterados, por lo que los mejores resultados siempre se tendrán manejando este tipo de pacientes en forma integral con apoyo de personal de la salud: como son los Psicólogos clínicos y Psiquiatras.

## Diagnóstico diferencial
Psoriasis, liquen plano, dermatitis numular (en forma de moneda).
Está relacionado al asma bronquial, rinitis vasomotora, rinitis estacional, estados de ansiedad, entre otros.  Además, puede complicar una dermatitis atópica crónica.

## Tratamiento
Son eficaces los corticoesteroides tópicos con o sin oclusión de la lesión, en algunos casos es más eficaz la cinta de flurandenolido porque impide el rascado y frotamiento de la lesión. En ocasiones se obtiene la curación con la inyección de acetonido de triamcinolona en suspensión en la lesión, puede ser de utilidad la oclusión continua con apósito de hidrocoloide flexible. Es necesario proteger la lesión y evitar el rascado.

## Pronóstico
Remite durante el tratamiento pero suele recurrir o manifestarse en otro sitio.